# هانز ديبر
هانز ديبر (بالألمانية: Hans Daiber)‏ (ولد 1942 م) هو مستشرق ألماني وأستاذ بجامعة غوته في فرنكفورت.
جمع ديبر 367 مخطوط إسلامي ابتاعتها جامعة طوكيو سنة 1987 م في محاولة لتشجيع الدراسات الإسلامية والعربية في اليابان.

## آثاره
من آثاره: «النظام الفلسفي عند معمر بن عباد السلمي» - نشر في بيروت (1975 م) بالألمانية مع خلاصة باللغة العربية.